# Elda Ferri
Elda Ferri est une productrice italienne. Elle a coproduit en 1997 La vie est belle de Roberto Benigni, avec Gianluigi Braschi, pour lequel ils ont tous les deux reçu l’oscar du meilleur film en langue étrangère. Le film a également gagné un David di Donatello du meilleur producteur ainsi que le Grand prix du jury à Cannes.

## Filmographie partielle
Productrice
- 1980 : Maudits je vous aimerai !  (Maledetti vi amerò) de Marco Tullio Giordana
- 1997 : La vie est belle (La vita è bella) de Roberto Benigni
- 2002 : Between Strangers d'Edoardo Ponti
- 2005 : Le Tigre et la Neige (La Tigre e la neve) de Roberto Benigni
- 2012 : Someday This Pain Will Be Useful to You de Roberto Faenza :